# Jour de la Constitution (Espagne)
Pour les articles homonymes, voir Jour de la Constitution.
En Espagne, le Jour de la Constitution (Día de la constitución), est un jour férié national. Il a été établi par le Décret royal 2964 du 30 novembre 1983 et est célébré le 6 décembre. Il commémore l'approbation par le référendum de 1978 de la constitution actuelle.
La Constitution espagnole, publiée au Journal officiel de l'État le 29 décembre 1978, est entrée en vigueur le jour même.
Le 6 décembre, l'Administration publique espagnole, l'Armée et les centres éducatifs célèbrent divers actes commémoratifs.